# Krzyworównia
Krzyworównia (ukr. Криворівня, Kryworiwnia) – wieś na Ukrainie, w obwodzie iwanofrankiwskim, w rejonie wierchowińskim, nad Czarnym Czeremoszem, siedziba rady wiejskiej. W 2001 roku liczyła ok. 1,5 tys. mieszkańców.

## Historia
Miejscowość była wzmiankowana w 1654 roku. Należała ona do rodziny Przybyłowskich, z których wywodziła się matka Stanisława Vincenza. Dzieciństwo w Krzyworówni opisał on później w swoich książkach, m.in. w dziele Na wysokiej połoninie.
W II Rzeczypospolitej wieś należała początkowo do gminy wiejskiej Krzyworównia w powiecie kosowskim, w województwie stanisławowskim. 1 sierpnia 1934 roku została włączona do gminy wiejskiej Jasienów Górny. 
W 1921 roku gmina Krzyworównia liczyła 1653 mieszkańców (808 mężczyzn, 845 kobiet) i znajdowało się w niej 391 zamieszkanych budynków. 797 osób deklarowało narodowość polską, 843 – rusińską, 13 – żydowską. 1581 osób wskazywało przynależność do wyznania greckokatolickiego, 38 – mojżeszowego, 34 – rzymskokatolickiego.
W początkach XX wieku wypoczywali tu wielokrotnie pisarz i poeta Iwan Franko, jak również prozaik Mychajło Kociubynski. Obecnie w domu, w którym przebywał Franko, znajduje się muzeum regionalne jego imienia. 
W marcu 1944 r. nacjonaliści ukraińscy z OUN-UPA zamordowali tu 10 Polaków.